# Chumael
Chumael – wieś w Gwinei Bissau, w regionie Bafatá.